# Pesquera de Duero
Pesquera de Duero là một đô thị trong tỉnh Valladolid, Castile và León, Tây Ban Nha. Dân số 562 theo điều tra dân số 2001.